# Francisco Otalora Arce
Francisco Longino de Jesús Arce Otálora (Guadalajara, Jalisco, 15 de marzo de 1831 - Ciudad de México, 1 de agosto de 1903) fue un militar mexicano que participó en contra de la Segunda Intervención Francesa en México y ocupó en tres ocasiones el Gobierno de Guerrero.
Fue hijo de Sixto Arce y de Soledad Otálora. Curso sus estudios en el Colegio de Minería y al declararse la Invasión Francesa en México, se une en contra. Durante esa batalla es ascendido a General de Brigada dado a su brillante participación. Su ideología liberal lo hizo simpatizar con el licenciado Benito Juárez  que ya restaurada la república y siendo Presidente, lo encomendó a conciliar a los liberales guerrerenses Diego Álvarez y Vicente Jiménez que mantenían conflicto por el Gobierno de Guerrero en marzo de 1868.
Luego de un tiempo de pláticas conciliatorias, Juárez determina separar a Álvarez del cargo de Gobernador y enviar a Jiménez a la Ciudad de México, quedando el general Francisco O. Arce como Gobernador Constitucional del Estado de Guerrero del 25 de enero de 1869 al 28 de febrero de 1873, durante este periodo, el 27 de mayo de 1869, recibe un préstamo de $60,000 pesos de Juárez para reorganizar la situación política en el estado. También crea el Instituto Literario de Tixtla, así como obras de importancia en las principales ciudades del estado. Sin embargo, su gestión se vio interrumpida cuando Vicente Jiménez, aliado con un buen número de diputados locales, regresa con una cruenta actitud opositora al entonces Gobierno Estatal desconociéndolo e imponiendo a Domingo Catalán en interinato. Tras ser desconocido, Arce acude al presidente Benito Juárez para que le brinde apoyo y este le permite la instalación de un Tribunal Especial en Iguala donde fue juzgado y absuelto el 20 de agosto de 1870  instalando su gobierno en Chilpancingo  en una ”Residencia Accidental de Poderes” y designando un nuevo Congreso Local.
Durante su segundo periodo comprendido del 1 de abril de 1885 al 31 de marzo de 1889, dio marcha a grandes obras de infraestructura en Chilpancingo, donde destaca el levantamiento del Palacio de Gobierno, así como otras en Teloloapan, Acapulco, Técpan de Galeana e Iguala. En su siguiente periodo comprendido del 1 de abril de 1889 al 19 de marzo de 1893, el estado de Guerrero permaneció en aparente calma hasta que a mediados de 1893 se levantaron en oposición gran cantidad de grupos en armas al mando del Gral. Canuto A. Neri en contra del régimen de Arce al darse a conocer que había sido reelecto por cuarta vez para el periodo 1893 – 1897. Al ver agravada la situación, Arce decide retirarse del poder. 
Muere el 1 de agosto de 1903 en la Ciudad de México.

## Honor
El entonces pueblo de Arroyo Grande (Hueyapan), en la región de la Tierra Caliente, fue designado con el nombre de Arcelia, palabra compuesta por el apellido Arce, y por el nombre propio de Celia, quien fue una hermosa joven originaria de Arroyo Grande, a quien el General cortejó. La esposa de éste fue Luz Noriega.